# Скшидлиці
Скшидлиці (пол. Skrzydlice, нім. Kundorf) — село в Польщі, у гміні Сулікув Зґожелецького повіту Нижньосілезького воєводства.
Населення — 136 осіб (2011).
У 1975-1998 роках село належало до Єленьоґурського воєводства.

## Демографія
Демографічна структура станом на 31 березня 2011 року:
|          | Загалом | Допрацездатний вік | Працездатний вік | Постпрацездатний вік |
| -------- | ------- | ------------------ | ---------------- | -------------------- |
| Чоловіки | 72      | 23                 | 47               | 2                    |
| Жінки    | 64      | 16                 | 38               | 10                   |
| Разом    | 136     | 39                 | 85               | 12                   |

## Галерея

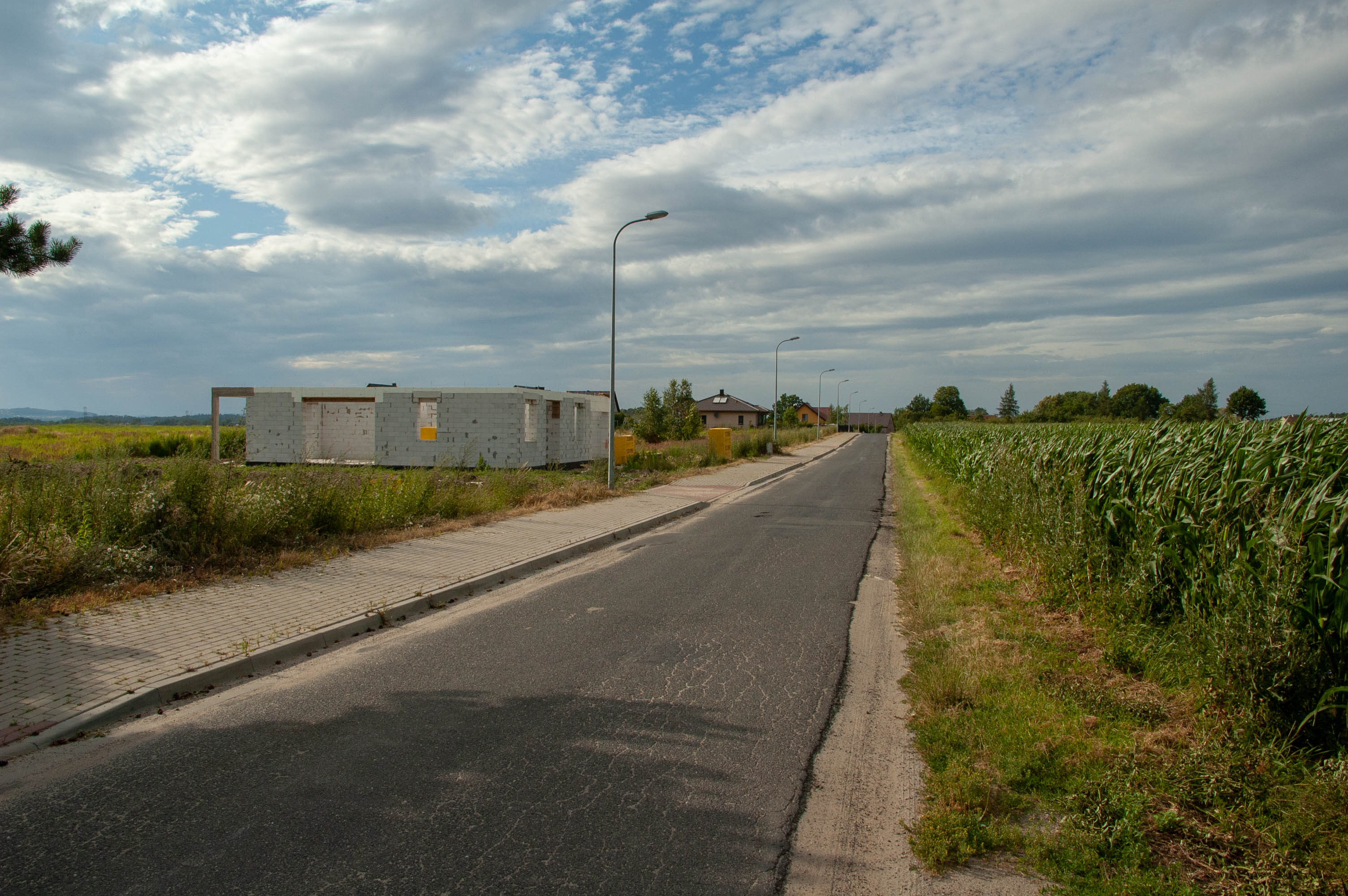
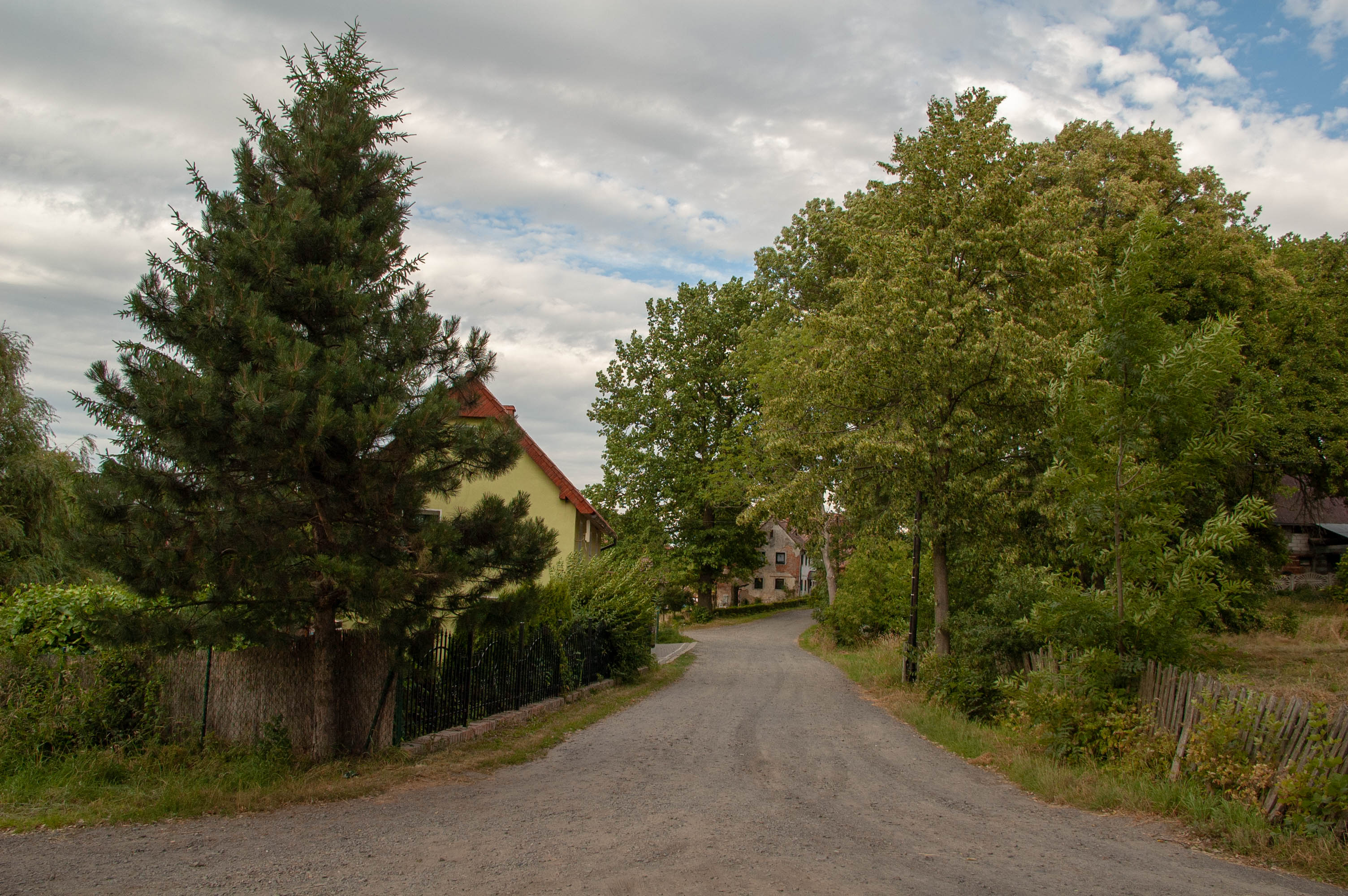
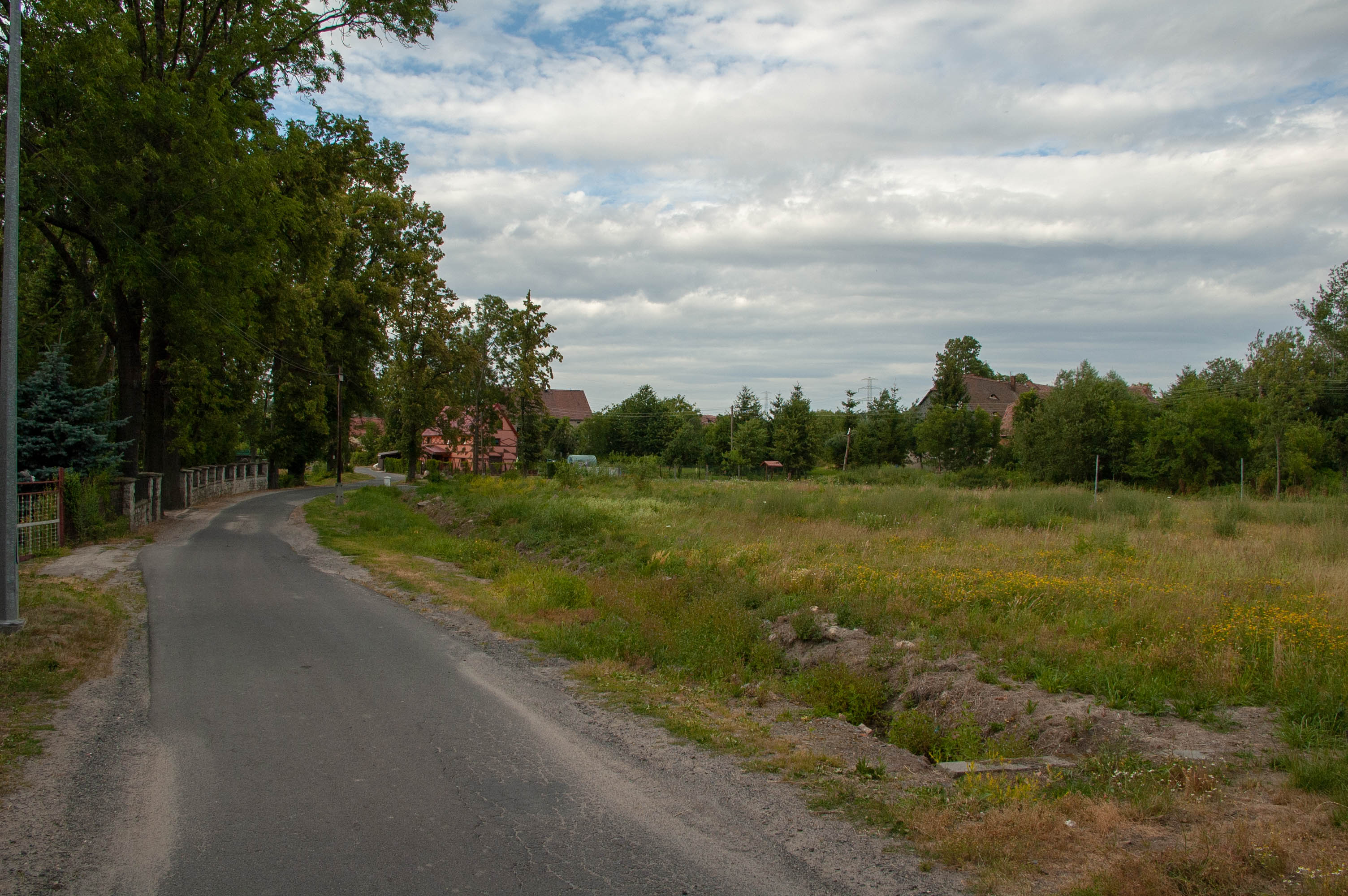